# Roberto Pirillo
Roberto Pirillo (São Paulo, 14 de setembro de 1947) é um ator e dublador brasileiro.

## Biografia
O ator paulistano foi galã nos anos 70, onde se destacou em diversas produções da teledramaturgia da Rede Globo, como o grande sucesso Escrava Isaura de 1976 e Ciranda de Pedra em 1981.
Mas sua carreira artística iniciou-se no ano de 1965 no teatro profissional, em cartaz na peça Roleta Paulista. No mesmo ano esteve na peça Felisberto Café. No ano de 1968 integrou o elenco da polêmica peça Dois Perdidos numa Noite Suja de Plínio Marcos. Desde então, Roberto começou sua dedicação no teatro, participou de diversas peças como Amor a Oito Mãos, Crimeterapia, Vestido de Noiva e Check-up, de Paulo Pontes, peça que lhe rendeu o Prêmio Governador do Estado, como revelação do ano.
Mas em teatro, seu maior sucesso junto ao público foi com a comédia Trair e Coçar é só Começar onde permaneceu atuando durante 14 anos consecutivos. 
No cinema, Roberto Pirillo estreou em 1966, no filme O Corintiano, do cômico Mazzaropi, com quem trabalhou também em O Jeca e a Freira (1967), Betão Ronca Ferro (1970) e Jeca Contra o Capeta (1976). 
Sua estreia na televisão foi em 1970, atuando em E Nós, Aonde Vamos?, novela de Glória Magadan, onde atuou ao lado de Leila Diniz, que fazia sua última novela.  Em seguida, transferiu-se para a Globo, onde atuou em Minha Doce Namorada (1971), novela que deu a Regina Duarte o título de "Namoradinha do Brasil".
Acumulou na Rede Globo outros trabalhos memoráveis como: O Primeiro Amor (1972), Uma Rosa Com Amor (1972), O Semideus (1973), Supermanoela (1974), Escalada (1975), O Grito (1975), Escrava Isaura (1976), Locomotivas (1977) e Maria, Maria (1978).
Em 1979, atuou em Cara a Cara, primeira novela da TV Bandeirantes desde 1970. A produção, escrita por Vicente Sesso, reuniu um elenco estelar, com astros da Tupi e Globo. Ainda na Bandeirantes, ele foi o protagonista de A Deusa Vencida, em 1980.
Em 1984, trabalhou em Marquesa dos Santos, na Rede Manchete. Na emissora de Adolpho Bloch, atuou ainda em Mania de Querer (1986).
Quando retornou à Globo em 1985, interpretou um de seus papéis de maior repercussão na novela A Gata Comeu de Ivani Ribeiro, onde interpretou o ator Tony Duarte.
Em seguida, Roberto passou por diversas emissoras e acumulou vários trabalhos na sua carreira. Na Rede Record, ele participou da minissérie O Olho da Terra (1997) e da novela Marcas da Paixão (2000).
Na CNT, ele participa da minissérie católica Irmã Catarina, em 1996.
Em sua volta à Globo participou das novelas O Clone e As Filhas da Mãe, da minissérie A Casa das Sete Mulheres e fez uma participação na novela Celebridade de Gilberto Braga.   
Em 2007, Roberto Pirillo atuou na novela Luz do Sol, da Record. Em seguida, fez participação em Amor e Intrigas (2007/2008). Em 2008, ele participou do especial Os Óculos de Pedro Antão, da TV Record. Em 2009, na mesma emissora, participou da série A Lei e o Crime, no papel de Trancoso, um deputado envolvido com esquema de corrupção.
Retornou à Globo em 2014 para interpretar o advogado Merival em Império de Aguinaldo Silva.

## Filmografia

### Televisão
| Anos | Título                      | Personagem                                    | Nota                                    | Emissora          |
| ---- | --------------------------- | --------------------------------------------- | --------------------------------------- | ----------------- |
| 1970 | E Nós, Aonde Vamos?         | Juca                                          |                                         | Rede Tupi         |
| 1971 | Minha Doce Namorada         | Milton                                        |                                         | Rede Globo        |
| 1972 | Uma Rosa com Amor           | Roberto Paranhos de Vasconcelos (Beto)        |                                         | Rede Globo        |
| 1972 | O Primeiro Amor             | Hélio                                         |                                         | Rede Globo        |
| 1973 | O Semideus                  | Lulu                                          |                                         | Rede Globo        |
| 1974 | Supermanoela                | Paulo                                         |                                         | Rede Globo        |
| 1975 | O Grito                     | Mário                                         |                                         | Rede Globo        |
| 1975 | Escalada                    | Sérgio de Andrade Santarém                    |                                         | Rede Globo        |
| 1976 | Escrava Isaura              | Tobias Vidal                                  |                                         | Rede Globo        |
| 1977 | Locomotivas                 | Cássio                                        |                                         | Rede Globo        |
| 1978 | Maria, Maria                | Eduardo (Eduardinho)                          |                                         | Rede Globo        |
| 1979 | Cara a Cara                 | Julinho                                       |                                         | Rede Bandeirantes |
| 1980 | A Deusa Vencida             | Fernando Albuquerque                          |                                         | Rede Bandeirantes |
| 1981 | Ciranda de Pedra            | Luis Carlos Cassini                           |                                         | Rede Globo        |
| 1982 | Paraíso                     | Geraldo                                       |                                         | Rede Globo        |
| 1983 | Caso Verdade                | Daniel                                        | Episódio: "Procura-se um Amor"          | Rede Globo        |
| 1984 | Marquesa de Santos          | Augusto                                       |                                         | Rede Manchete     |
| 1985 | A Gata Comeu                | Antônio Duarte (Tony)                         |                                         | Rede Globo        |
| 1986 | Mania de Querer             | Nelson                                        |                                         | Rede Manchete     |
| 1986 | Anos Dourados               | Capitão Rafael                                |                                         | Rede Globo        |
| 1990 | Desejo                      | Escrivão Fernandes                            |                                         | Rede Globo        |
| 1991 | O Portador                  | Álvaro                                        |                                         | Rede Globo        |
| 1992 | Anos Rebeldes               | Capitão Rangel                                |                                         | Rede Globo        |
| 1993 | Sex Appeal                  | Davi                                          | Participação especial                   | Rede Globo        |
| 1996 | Irmã Catarina               | Francisco                                     |                                         | Rede Bandeirantes |
| 1997 | Olho da Terra               | Joel                                          |                                         | RecordTV          |
| 1998 | Era uma Vez...              | Dr. Felipe                                    | Participação especial                   | Rede Globo        |
| 1998 | Você Decide                 | —                                             | Episódio: "Implosão"                    | Rede Globo        |
| 2000 | Aquarela do Brasil          | Argeu                                         |                                         | Rede Globo        |
| 2000 | Marcas da Paixão            | Detetive Rodrigo                              | Episódios: "8 de maio–2 de junho"       | RecordTV          |
| 2001 | As Filhas da Mãe            | Patrocinador                                  | Participação especial                   | Rede Globo        |
| 2002 | O Clone                     | Advogado                                      | Participação especial                   | Rede Globo        |
| 2003 | A Casa das Sete Mulheres    | General Menna Barreto                         |                                         | Rede Globo        |
| 2003 | Celebridade                 | Ernesto Araújo Lopes                          |                                         | Rede Globo        |
| 2005 | Prova de Amor               | Dr. Hélio Nereu                               |                                         | RecordTV          |
| 2005 | Mandrake                    | Dr. Júlio Spitz                               | Episódio: "Kolkata"                     | HBO Brasil        |
| 2006 | Alta Estação                | Olavo Carvalho                                |                                         | RecordTV          |
| 2007 | Luz do Sol                  | Plínio Valadares (Valadares) / Luciano Aguiar |                                         | RecordTV          |
| 2008 | Os Óculos de Pedro Antão    | Barão de Albuquerque                          |                                         | RecordTV          |
| 2008 | Amor e Intrigas             | Otávio                                        | Participação especial                   | RecordTV          |
| 2009 | A Lei e o Crime             | Deputado Trancoso                             |                                         | RecordTV          |
| 2010 | A História de Ester         | Escriba Real                                  | Participação especial                   | RecordTV          |
| 2011 | Sansão e Dalila             | Simas                                         |                                         | RecordTV          |
| 2013 | Pé na Cova                  | Jurandir                                      | 4 episódios                             | Rede Globo        |
| 2014 | Império                     | Dr. Merival Porto                             |                                         | Rede Globo        |
| 2015 | Além do Tempo               | Genaro di Donatelli                           |                                         | Rede Globo        |
| 2017 | Tempo de Amar               | Dr. Lutero Padilha                            |                                         | Rede Globo        |
| 2018 | Tô de Graça                 | Dr. Abreu                                     | Episódio: "Tô de Pobre"                 | Multishow         |
| 2018 | Magnífica 70                | Alberico Couto e Silva                        | 6 episódios                             | HBO Brasil        |
| 2019 | Espelho da Vida             | Delegado Gilson Flávio                        | Episódios: "12 de fevereiro–1 de abril" | Rede Globo        |
| 2019 | A Garota da Moto            | Maurice                                       | 2 episódios                             | SBT               |
| 2019 | Baile de Máscaras           | Carlos Calhada                                | 13 episódios                            | TV Cultura        |
| 2019 | Jungle Pilot                | Brigadeiro Castelo Branco                     | Episódios: "Oroboro"                    | Universal TV      |
| 2023 | A Divisão                   | Murilo Albuquerque                            | 4 episódios                             | Globoplay         |
| 2023 | Betinho - No Fio da Navalha | Secretário de Saúde                           | Episódio: "Irmãos de Sangue"            | Globoplay         |

### Cinema
| Ano  | Título                                     | Personagem              |
| ---- | ------------------------------------------ | ----------------------- |
| 1967 | O Corintiano                               | Jair                    |
| 1968 | O Jeca e a Freira                          | Otávio                  |
| 1970 | Betão Ronca Ferro                          | Geraldo                 |
| 1976 | Jeca contra o Capeta                       | Augusto                 |
| 1977 | O Pequeno Polegar contra o Dragão Vermelho | Renato                  |
| 1977 | Os Amores da Pantera                       | Carlinhos Manzoni       |
| 1978 | A Deusa Negra                              | Comerciante de escravos |
| 1979 | Uma Fêmea do Outro Mundo                   | Edson                   |
| 1979 | A Pantera Nua                              | Lincoln                 |
| 1987 | Cry Freedom                                | —                       |
| 2001 | Bípedes                                    | —                       |
| 2021 | Revolta dos Malês                          | Souza Velho             |

## Teatro[3]
- 1965 - Roleta Paulista
- 1965 - Felisberto Café
- 1966 - Amor a Oito Mãos
- 1968 - Dois Perdidos numa Noite Suja
- 1968 - Check-up
- 1969 - Pai de Hippie Não Tem Vez
- 1970 - Dois Perdidos Numa Noite Suja
- 1972 - Check-up
- 1973 - Crimeterapia
- 1976 - Vestido de Noiva
- 1976 - O Quarteto
- 1983 - República dos Prazeres
- 1989 - Tem um Psicanalista na Nossa Cama
- 1989/2003 - Trair e coçar é só começar
- 2002 - Bonifácio Bilhões
- 2002 - Ladrão que Rouba Ladrão
- 2004 - As Pequenas Raposas
- 2004 - O dia em que Alfredo virou a mão
- 2005 - A Beata Maria do Egito
- 2012 - Agredir Funcionário Público em Pleno Exercício da Função É Crime
- 2012 - Allan Kardec: Um Olhar para a Eternidade
- 2018 - A Noviça Rebelde
- 2018 - Diálogo dos Pênis
- 2019 - Cinco Homens e Um Segredo
- 2022 - A Vingança de Shakespeare